# Caetano Silvestre da Silva
Caetano Silvestre da Silva (? — ?) foi um político brasileiro.
Foi presidente da província de Alagoas, de 27 de dezembro de 1842 a 1 de março de 1844.